# Ghazl El-Mahalla Sporting Club
Ghazl El-Mehalla é um clube de futebol do Egito. Disputa atualmente a Primeira Liga Egípcia.
Em toda sua história, venceu um campeonato egypicio. Disputou também uma final da Copa dos Campeões da África , mas para a tristeza de seus torcedores, perdeu por 6 – 2 no agregado para o CARA Brazzaville na edição de 1974.

## Títulos
| Nacionais | Nacionais               | Nacionais | Nacionais  |
|           | Competição              | Títulos   | Temporadas |
| --------- | ----------------------- | --------- | ---------- |
|           | Egyptian Premier League | 1         | 1972-73    |